# FripSide LIVE TOUR 2014-2015 FINAL in YOKOHAMA ARENA
『fripSide LIVE TOUR 2014-2015 FINAL in YOKOHAMA ARENA』（フリップサイド・ライブ・ツアー・ツーサウザンドフォーティーン・ツーサウザンドフィフティーン・ファイナル・イン・ヨコハマ・アリーナ）は、日本の音楽ユニット・fripSideの2作目の映像作品。

## 概要
前作『10th Anniversary Live 2012〜Decade Tokyo〜』から2年4ヶ月ぶりの映像作品。
『infinite  synthesis 2』を引っ提げて敢行された「fripSide LIVE TOUR 2014 -infinite synthesis 2-」の追加最終公演、2015年3月1日に横浜アリーナで行われた「fripSide LIVE TOUR 2014-2015 FINAL in YOKOHAMA ARENA」の模様を収録した2枚組ライブ・ビデオ。
Blu-rayとDVDの各初回限定盤と通常盤の4形態で発売され、両仕様の初回限定盤には当公演前日にオリックス劇場で行われた「ANIMAX MUSIX 2015 OSAKA」から横浜アリーナまでの移動密着映像が収録された特典ディスクが同梱された。
本公演では、レコーディングでギターを担当するa2cがサポートで参加。星野威とのツインギター編成となっている。

## 収録映像曲

### DISC1
1. fermata~Akkord:fortissimo~
2. pico scope -SACLA-
3. scorching heart
4. I’m believing you
5. Secret of my heart
6. lost dimension
7. rain of tears
8. black bullet
9. fortissimo -from insanity affection-
10. late in autumn
11. endless memory 〜refrain as Da Capo〜
12. everlasting
13. future gazer
14. eternal reality
15. Burst The Gravity
この楽曲から3曲連続でALTIMAのゲスト出演で披露された。
16. the chaostic world
17. CYBER CYBER
18. before dawn daybreak
ALTIMAとのコラボで披露された。

### DISC 2
1. Red -reduction division-
2. come to mind (version3)
3. whitebird
4. last fortune
5. HesitationSnow
6. fortuna on the Sixteenth night
7. a silent voice
8. Heaven is a Place on Earth
9. trusty snow
10. infinite synthesis
11. sister's noise
12. way to answer
アンコール1曲目。
13. LEVEL5-judgelight-
アンコール2曲目。
14. only my railgun
ダブルアンコールにて披露された。

## 参加ミュージシャン
fripSide
- 八木沼悟志：Synthesizer
- 南條愛乃：Vocal

バンドメンバー
- 星野威：Guitar
- a2c：Guitar
- 北村雄太：Bass
- 八木一美：Drums
- 川﨑海：DJ、Manipulator

ゲスト出演
- ALTIMA

ダンサー
- でんぱ組.inc
  - 古川未鈴
  - 藤咲彩音
- 天誅ガールズ

『ブラック・ブレット』の劇中で放送されるアニメの登場キャラクターに扮した7人組であり、『Animelo Summer Live 2014 -ONENESS-』でもfripSideの『black bullet』においてバックダンサーを務めている。なお、Luce Twinkle Wink☆のメンバーは、2016年から2017年にかけて行われた「fripSide concert tour 2016-2017 -infinite synthesis 3-」にもダンサーとして参加している。
- - 海保えりか（天誅ブラック）
  - 澤田明菜（Ange☆Reve・天誅バイオレット）
  - 佐々木璃花（Ange☆Reve・天誅ピンク）
  - 渡辺くるみ（Ange☆Reve・天誅グリーン）
  - 板山紗織（Luce Twinkle Wink☆・天誅ブルー）
  - 錦織めぐみ（Luce Twinkle Wink☆・天誅イエロー）
  - 深沢紗希（Luce Twinkle Wink☆・天誅レッド）
- 沢口かなみ

振付師（choreographer）としてクレジットされているプロダンサー。「black bullet」の振付を手掛けており、「sister's noise」では自身もダンサーとしてステージに立った。また、2015年8月29日の『Animelo Summer Live 2015 -THE GATE-』（2日目）と、2018年2月3日に開催された『NBCUniversal ANIME×MUSIC FESTIVAL〜25th ANNIVERSARY〜』では、自ら天誅グリーンに扮して「black bullet」のバックダンサーを務めている。